# Лист (форма спілкування)

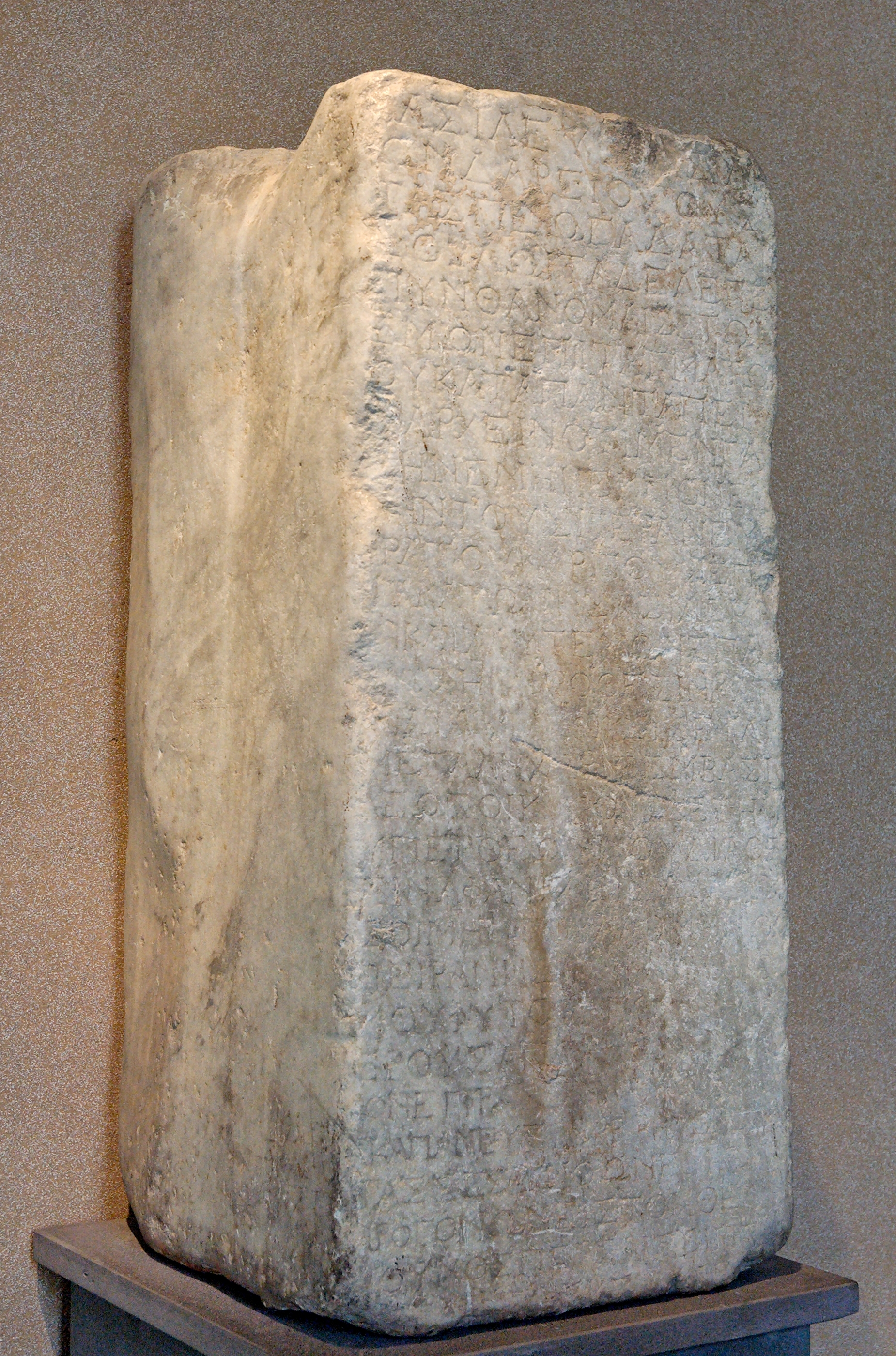
Лист Дарія І Великого до Гадатаса, близько 500 до н.е.

Лист (у сучасному розумінні) — написаний чи надрукований на папері, або електронний допис, що звернений до деякої фізичної або юридичної особи (осіб). Існують також так звані відкриті листи (тобто, по суті, неприватні) — письмові звернення до певної громади, багатьох осіб.
Лист є культурним надбанням людства, передумовою якого було подолання неписьменності й який має за основу розвиток писемної мови. Його використання як засобу спілкування, вимагає вміння писати і читати (наприклад, як лист в наочно-графічному сприйнятті у сенсі писання, читання або використання письмового приладдя та письмових засобів — епістолярний стиль, риторика тощо).
В давнину, повідомлення (листи) доправляли зазвичай, пішки чи бігом, на конях, кораблями або голубиною поштою, а згодом автомобілями, літаками та залізничним транспортом, а в межах селищ — листоношами.

## Історія

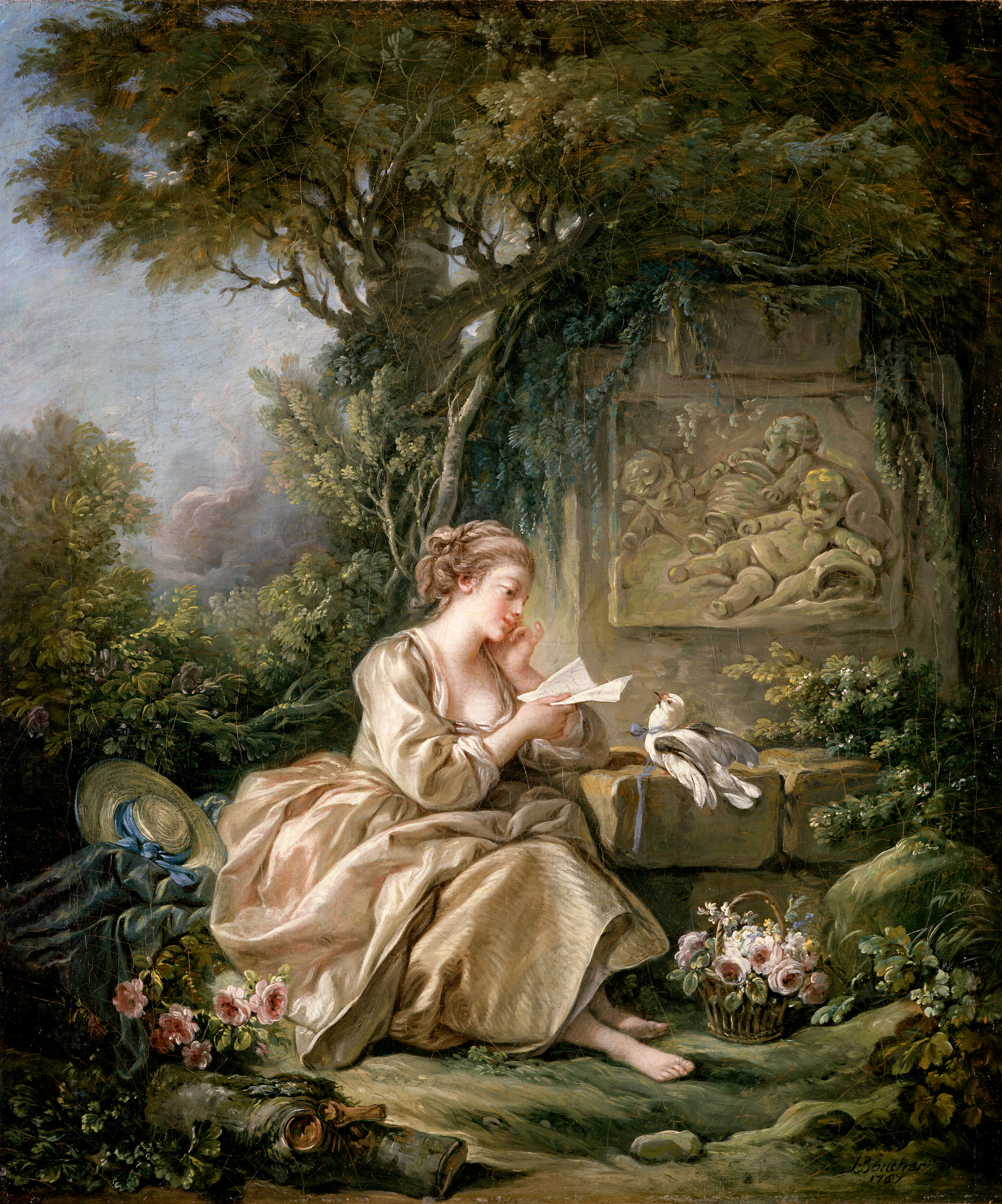
Франсуа Буше - Таємне повідомлення, 1767 (Музей герцога Антона Ульріха)

Численні археологічні дослідження свідчать, що листування існує з давніх-давен. У ході історії змінювалися носії, на яких писались листи. Це були кам'яні, дерев'яні, глиняні таблички, пальмове листя, папірус, вощені дощечки, пергамент і тільки згодом, з XV століття — папір.
Листи у вигляді заклеєного конверта почали використовувати у двадцятих роках XIX століття в Англії.
За тридцять років після того, 1837 року на розгляд парламенту Великої Британії було подано проєкт нової поштової реформи. Її автором був Роуленд Хілл. Згідно з проєктом спрощувалась і уніфікувалась система поштових тарифів, уводилась попередня оплата поштових відправлень шляхом наклеювання марок. 10 січня 1840 року поштова реформа набрала сили, а за шість місяців в обіг надійшла перша у с 
У даний час (2020-і роки) під листом розуміють також повідомлення, створене та/або передане електронним способом (наприклад, з використанням електронної пошти) або за допомогою SMS мобільного телефону. Також вони можуть містити не лише допис, але і різні мультимедійні додатки (наприклад, зображення, відео- та аудіозаписи). 
Водночас в цифрових листах, немає можливості подивитися на почерк знайомої або рідної людини та відчути настрій чи характер дописувача, тож до таких листів додають емодзі; а кому пощастило листуватися з чуттєвою ніжною дівчиною на папері, то можна було інколи серед літер, побачити наприклад засохлі слізки розлуки.  

## Види листів
Розрізняють:
- приватні листи
- ділові листи (Службовий лист)

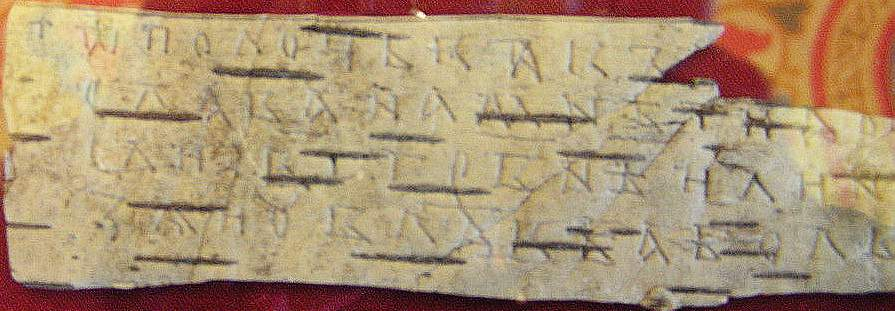
Берестяна грамота — давній лист, написаний на бересті

За мотивом написання листи поділяються на:
- лист-відповідь
- лист-вітання
- лист-вибачення
- лист-нагадування
- лист-співчуття
- лист з подякою
- рекомендаційний лист

## Зміст та структура листа
Вгорі праворуч слід писати дату написання листа. Раніше в ділових листах дату ставили на початку листа, а в приватних — наприкінці. Тепер прийнято з неї починати в будь-якому випадку. Далі йде звертання до адресата і власне зміст самого листа. Починаючи листа, слід відступити 2-3 см від дати, залишаючи зліва абзац. У звертанні засвідчується ставлення до людини — повага, любов, службова залежність чи офіційність. Прикладами початку листа можуть бути наступні:
- Високоповажний пане Консуле!
- Вельмишановний пане Професоре!
- Високопреподобний Отче Докторе!
- Шановна редакціє!
- Дорогий друже Андрію!
- Мої дорогі батьки!
- Рідненька матусю!
- Моя люба сестричко!
- Мій незабутній друже!
- Моє серденько!

Після цього описується причина, що спонукала до написання листа. Якщо це лист-відповідь, то спочатку висловлюється подяка за лист, а лише після, дається відповідь.
Якщо лист пишуть до добре знайомих, товаришів, то найперше запитують про справи адресата, цікавляться його здоров'ям, здоров'ям найближчих йому людей, його працею й успіхами, а тоді вже повідомляють і про себе з належною скромністю, але не забуваючи обов'язково підкреслити також і власні заслуги та здобутки.
Ділові листи повинні мати чіткі вислови, бути стислими, якомога точно висловлювати суть справи і сенс причини написання (клопотання, запит тощо).

## Етикет написання листа
Етикет листування — це звичай, традиція, котра складалася впродовж років існування листування.
Писати лист (насамперед діловий) належить лише з одного боку аркуша паперу — зворот повинен залишатися чистим. Починати послання треба зі звертання та привітання. Завершуючи його, вказують адресу й число написання. Діловий лист повинен мати вихідний (канцелярський) номер.
Листи-поздоровлення посилаються заздалегідь, для того, щоб адресати отримали їх напередодні або у день свята. Виняток становить Новий рік — термін поздоровлень у цьому разі, може розтягнутись на весь перший тиждень опісля новорічної ночі.
Зазвичай у листах з великої літери пишуть всі особові й присвійні займенники, що стосуються особи адресата (Ти, Ви, Тебе, Тобі, Вам, Вас, Твій, Ваш, з Вами тощо), а також іменники, що є назвами найближчих родичів адресата («Ваша Мама», «Як здоров'я Твоєї Дружини?»).
Відповіді на листи дають відразу ж, або якнайбільше у термін до двох тижнів. Якщо відбулась затримка з відповіддю, то пишуть вибачення, можливо пояснивши причину затримки, і лише після цього беруться за основний зміст листа.

## Цікавинки
- В давнину, розмір листа зазвичай, відповідав статусу держави. Наприклад, в Кам'янець-Подільському державному історичному музеї-заповіднику зберігається лист (сувій) турецького султана Мегмеда IV, володаря найпотужнішої на ті часи держави — Османської імперії гетьману Б. Хмельницькому, розміром 1,4 х 0,6 метри. Дев'ятирічний султан (напевно з допомогою 24 річної матері-султани українського походження, яка згодом стала валіде і регентом — Хатідже Турхан, та візира) 1651 року, напередодні битви під Берестечком, звертається до гетьмана, як: «до одного з найбільших володарів над народами християнського віросповідання, козацького гетьмана», де повідомляє, що особисто просив кримського хана Ісляма III Ґерая допомагати Хмельницькому у боротьбі проти Польщі і що в дарунок, відправляє гетьману золототканий халат на знак приятельських стосунків.[5]

- Найбільшим-же листом у світі, є пергамент довжиною 10 і завширшки 7 метрів, відправлений перським шахом турецькому султану Сулейману Прекрасному у XVI столітті. Це послання зберігається в етнографічному музеї Анкари (тур. Ankara Etnografya Müzesi)[6].
- Найменший лист має розміри 23 × 36 мм, його було виявлено 1983 року у Поштовому музеї[sv] Стокгольма. На листі, що пройшов всі етапи поштової обробки, є марка, використана для франкування відповідно до чинного тарифу і погашена штемпелем від 21 липня 1883 року.[6]

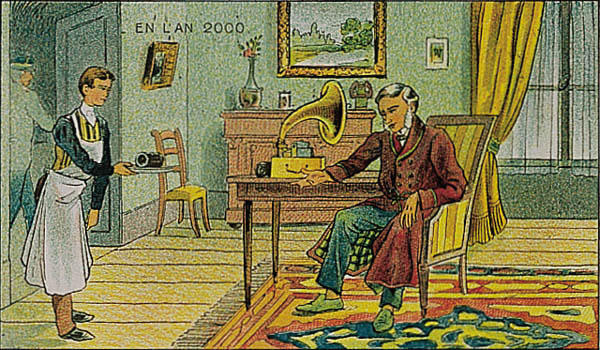
Звуковий лист початку XX століття. Французька листівка 1910 року

- Звуковий лист початку XX століття. Французька листівка 1910 рокуЗа «Книгою рекордів Гіннеса»[6], найдорожчим листом у світі довгий час було послання Авраама Лінкольна, яке він написав 8 січня 1863 року та котре було адресоване генералу Джону Александру МакКлернанду (англ. John Alexander McClernand[en]) у Мемфіс (штат Теннессі), яке було продане за 748 000 доларів у Нью-Йорку на аукціоні Крістіз у 1991 році. Проте 3 квітня 2008 року, ще більшу суму — 3,4 млн доларів, було сплачено на аукціоні Сотбіс у Нью-Йорку за інший лист Лінкольна, який він написав 1864 року у відповідь на звернення 195 хлопчиків і дівчаток про скасування рабства.[7]

- В радянські часи, з 1950-х до 1990-х років в студіях звукозапису України, була послуга «звуковий лист», що записувався на гнучкій грамплатівці і надсилався адресату в пристосованому поштовому конверті з написами «Звуковий лист. Не згинати».[8]
- Все ще знаходять листи згорнуті у трубочку та закорковані у пляшки, які відправлялися десятки років тому (кидалися у воду) і після довгих мандрів нарешті прибилися до берега.[9]